# Gabriela Jiménez
Gabriela Servilia Jiménez Ramírez (19 de agosto de 1976) es una bióloga y política venezolana. Desde el 6 de junio de 2019 es Ministra de Ciencia y Tecnología de Venezuela.

## Carrera
Es Licenciada y Magíster en Biología de la Universidad Central de Venezuela. Trabajó en el cargo de presidenta encargada de la Corporación para el Desarrollo Científico y Tecnológico (Codecyt).
En enero de 2020, fue asignada como presidenta de la Compañía Anónima Nacional Teléfonos de Venezuela (CANTV).
En agosto de 2024 desde el Ministerio de Ciencia y Tecnología (Mincyt) sugirió la creación del Consejo Nacional de Ciberseguridad y este se concretó bajo el decreto n.° 4.975, el 12 de agosto.
Como ministra ha manifestado el desarrollo de software libre propio para Venezuela.